# Dweilpauze
De dweilpauze is een begrip in het langebaan-schaatsen, het shorttrack en het kunstschaatsen.
Na een aantal ritten is door het schaatsen het ijs niet meer op zijn snelst en moet het met behulp van een ijsdweilmachine het ijs weer in optimale conditie gebracht worden. Deze machine schaaft een dun laagje van het ijs af en sproeit er vervolgens een klein laagje warm water op. Dit laagje bevriest direct waarna er weer een spiegelgladde ijsvloer achterblijft.
Het aantal dweilpauzes is afhankelijk van de afstand en het aantal deelnemers. Zo wordt op de 500 meter vrijwel nooit gedweild en is dweilen bij de 1000 meter alleen gebruikelijk bij meer dan 20 deelnemers. Bij de 10 kilometer wordt veelal om de 2 of 3 ritten gedweild. Een dweilpauze duurt meestal 15 à 20 minuten. Bij shorttrackwedstrijden wordt na elk nummer gedweild. Verder komen bij het kunstschaatsen dweilpauzes voor. Hier wordt na elke groep deelnemers de baan gedweild. Op TV worden tijdens een dweilpauze vaak reclame en hoogtepunten uit de ritten of kürs voor de pauze uitgezonden. Ook bij recreatieschaatsen op wedstrijdbanen(400m banen) zijn er om de zoveel tijd dweilpauzes. De schaatsers moeten dan eerst van de baan worden gehaald door de crew of met behulp van een omroepbericht. Pas daarna kunnen de dweilmachines het ijs op gaan. Vaak staat op een bord bij de baan aangegeven op welke momenten er gedweild wordt, zodat schaatsers hier rekening mee kunnen houden. Deze tijden worden ook op de site van de betreffende ijsbaan vermeld, zodat men hier rekening mee kan houden als men wil gaan schaatsen.